# バーンスタブル (マサチューセッツ州)
バーンスタブル（英: Barnstable、[ˈbɑːrnˌstəbəl]）は、アメリカ合衆国マサチューセッツ州の南東部、バーンスタブル郡に位置する都市であり、同郡の郡庁所在地である。「市」であるが「バーンスタブルの町」と呼ばれる。ケープコッドの中では人口でも面積でも最大の自治体である。2010年の国勢調査では人口45,193人だった。市域の中に11の「村」があり、その1つはやはりバーンスタブル村である。最大の村であるハイアニスが郡の中心事業地区であり、ケープコッドやマーサズ・ヴィニヤード島、ナンタケット島を合わせた地域のハブ空港であるバーンスタブル市民空港がある。バーンスタブル市は2007年に全米都市賞を受賞した。

## 歴史

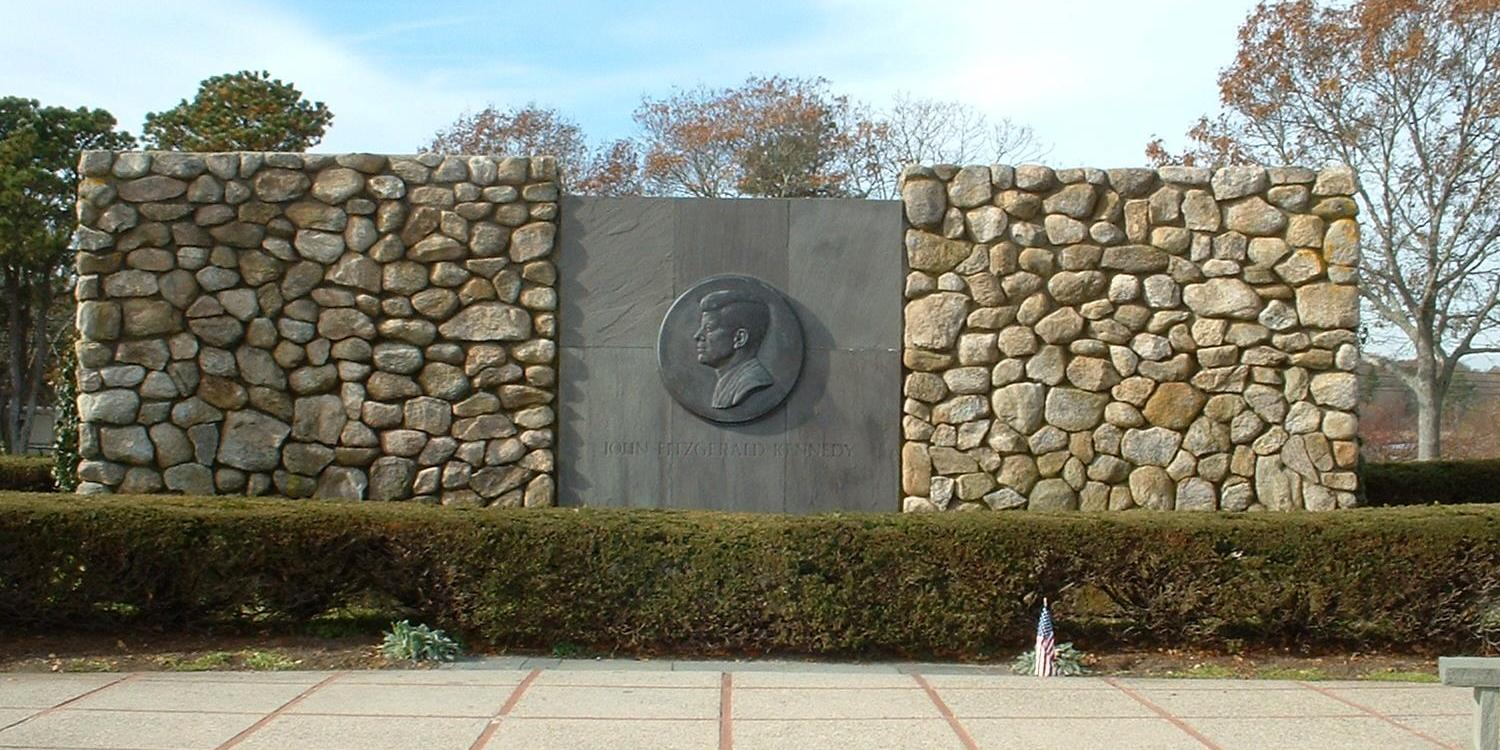
ジョン・F・ケネディ記念碑、ハイアニス

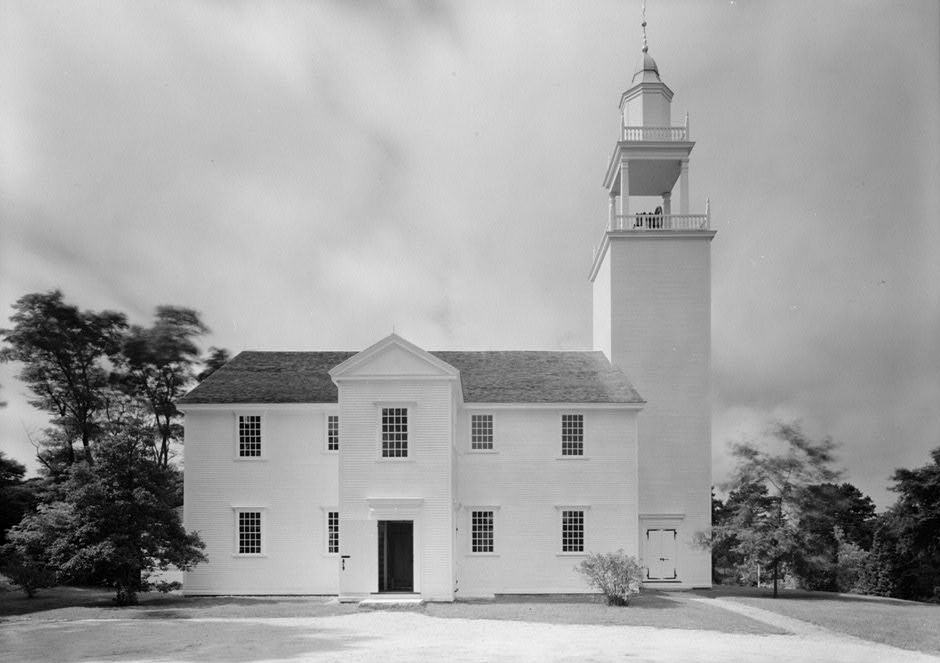
ウェスト・パリッシュ会衆派教会

バーンスタブルはイングランドのデヴォン州にあるバーンスタブルからその名前を採った。ケープコッド地域は1602年にバーソルミュー・ゴスノルドが初めて探検した。バーンスタブルはサンドウィッチの町が設立された1年後の1638年に設立され、翌1639年に法人化された。初期開拓者は町の設立者であるジョセフ・ハル牧師に指導された農夫達だった。設立から300周年である1939年に、ハルの家があった場所に記念銘板が除幕され、彼がその上に立って説教を行った岩が今も道路横に残っている。
町の設立から間もなく、農業、漁業、製塩業が主要な産業になった。19世紀の終わりまでに町の港には804隻の船が停泊するようになっていた。しかし、1854年に鉄道が開通し、蒸気船が使われるようになると、港が衰退するようになった。
19世紀後半までに世界に知られた観光地となり、今日に至っている。ボストン市の多くの著名人がケープコッドの海岸で夏を過ごしており、過去にはユリシーズ・グラントやグロバー・クリーブランド各大統領もここで夏を過ごした。しかし、過去も今もこの町で夏を過ごす最も有名な一族はケネディ家であり、現在もハイアニス港のケネディ・コンパウンドに住んでいる。そこはジョン・F・ケネディが大統領就任中に夏の家として使い、エドワード・ケネディ上院議員もその死の時まで利用した。
現在も夏は観光客が大量に訪れている。ハイアニスの趣のある店舗や、ジョン・F・ケネディ博物館など幾つかの博物館のような人気のある場所、さらに古代埋葬地やギデオン・ホーリー邸などが、アメリカ合衆国国家歴史登録財に指定されている。市内の多くの海浜も人気ある観光地になっている。

## 地理

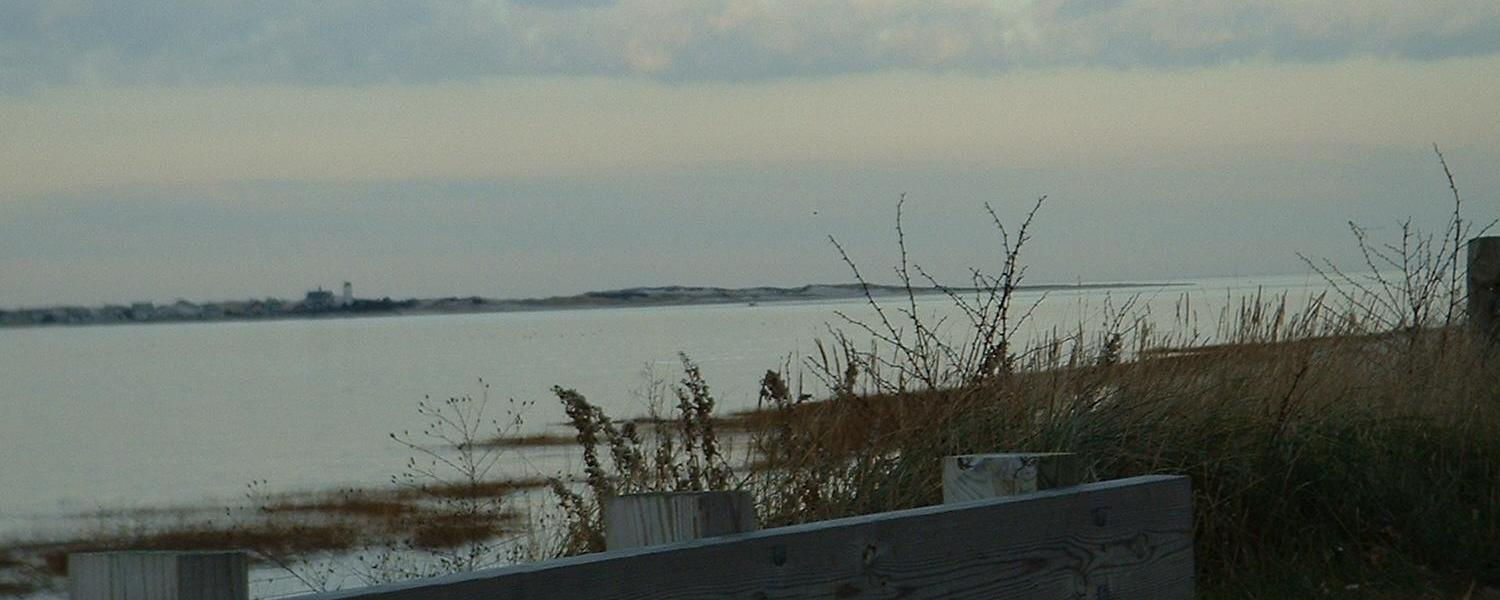
バーンスタブル港をミルウェイ海浜から望む

バーンスタブル市は北緯41度39分33秒 西経70度21分11秒 / 北緯41.65917度 西経70.35306度 (41.659158, -70.353059)に位置し、ケープコッドの「腕」の「上腕部」のほぼ中央にある。
アメリカ合衆国国勢調査局に拠れば、市域全面積は76.3平方マイル (197.7 km2)であり、このうち陸地59.8平方マイル (154.9 km2)、水域は16.5平方マイル (42.8 km2)で水域率は21.66%である。北はケープコッド湾に接し、南はナンタケット湾、西はサンドウィッチとマシュピー、東はヤーマスと接している。ボストン市からは南東に約70マイル (110 km) の位置にある。
バーンスタブルの町の中には7つの「村」がある
- バーンスタブル村、 カマキッドを含む
- センタービル村、クレイグビルを含む
- コテュイット村
- ハイアニス村、ハイアニスポートを含む
- マーストンズミルズ村
- オスタービル村
- ウェストバーンスタブル村

バーンスタブルは多くの側面を持つ町である。北にはバーンスタブル港に沿ってサンディネックの砂丘があり、先端にはサンディネック灯台がある。町の中央部はウェクアケット湖の周りに松とオークが多く自生している。南は住民の多くが住む場所であり、センタービル海浜とハイアニス港沿いに多い。

## 人口動態
以下は2000年国勢調査による人口統計データである。
| 基礎データ - 人口: 47,821 人 - 世帯数: 19,626 世帯 - 家族数: 13,012 家族 - 人口密度: 307.5人/km2（796.5 人/mi2） - 住居数: 25,018 軒 - 住居密度: 160.9軒/km2（416.7軒/mi2） 人種別人口構成 - 白人: 91.85% - アフリカン・アメリカン: 2.74% - ネイティブ・アメリカン: 0.59% - アジア人: 0.81% - 太平洋諸島系: 0.04% - その他の人種: 1.67% - 混血: 2.30% - ヒスパニック・ラテン系: 1.70% 先祖による構成 - アイルランド系：24.2% - イギリス系：13.3% - イタリア系：9.3% - アメリカ人：5.5% 言語による構成 - 英語：92.1% - ポルトガル語：3.4% - スペイン語：1.6% - フランス語：1.0% | 年齢別人口構成 - 18歳未満: 22.0% - 18-24歳: 5.6% - 25-44歳: 26.8% - 45-64歳: 25.5% - 65歳以上: 20.1% - 年齢の中央値: 42歳 - 性比（女性100人あたり男性の人口） - 総人口: 91.6 - 18歳以上: 87.9 世帯と家族（対世帯数） - 18歳未満の子供がいる: 26.9% - 結婚・同居している夫婦: 52.4% - 未婚・離婚・死別女性が世帯主: 10.7% - 非家族世帯: 33.7% - 単身世帯: 27.7% - 65歳以上の老人1人暮らし: 12.5% - 平均構成人数 - 世帯: 2.38人 - 家族: 2.88人 収入と家計 - 収入の中央値 - 世帯: 46,811米ドル - 家族: 54,026米ドル - 性別 - 男性: 41,494米ドル - 女性: 30,442米ドル - 人口1人あたり収入: 25,554米ドル - 貧困線以下 - 対人口: 8.8% - 対家族数: 6.3% - 18歳未満: 11.7% - 65歳以上: 5.9% |

## 市政府と政治

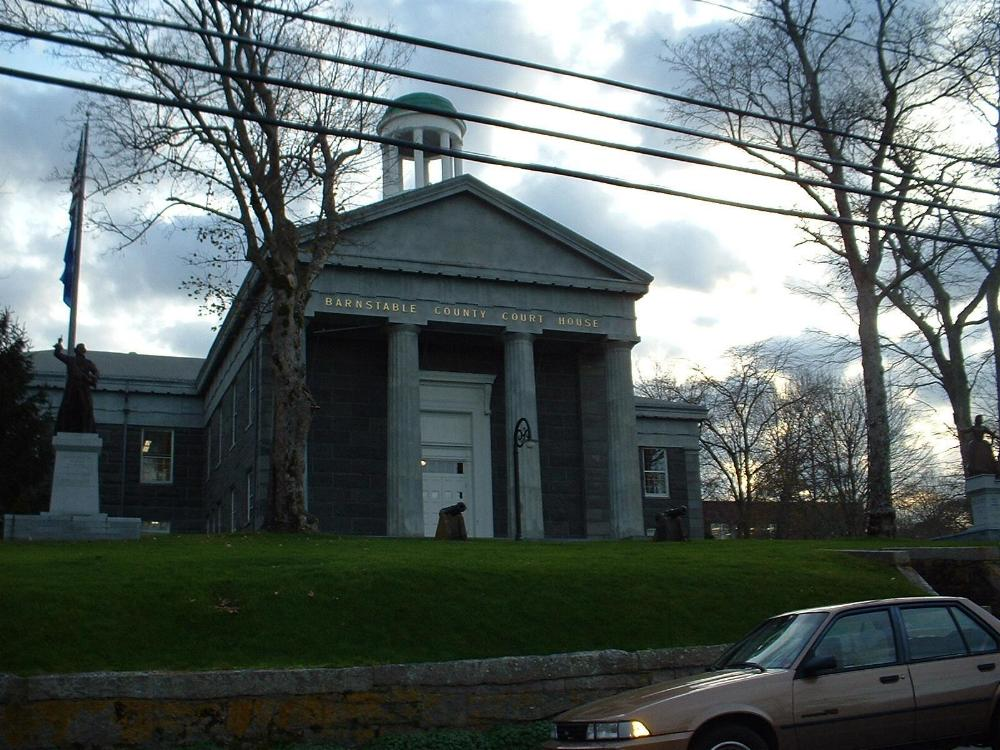
バーンスタブル郡庁舎

バーンスタブル市は市政委員会・マネジャー方式を採用している。1989年に憲章を書き換え、町民集会方式の政府から市政委員会方式に変更された。マサチューセッツ州に14ある「市」の形態を採用し、認められた自治体の1つだが、公式名称には「バーンスタブルの町」を維持することを望んでいる。初代タウン・マネジャーのウォーレン・ラザフォードは1990年から1997年までその任にあった。その後継者ジェイムズ・ティンズリーは1997年から1999年まで務めたが、その年に心臓麻痺で死んだ。次が元州下院議員だったジョン・C・クリムだった。クリムは2011年に、「6人のギャング」と呼ばれた市政委員6人の行動によって解任された。短い調査期間の後でトマス・K・リンチがタウン・マネジャーとなり、現職である。
市役所はハイアニス村の中にあり、警察署は州道132号線沿い、町の地理的重心に近い。町全体に消防署が8か所、図書館7か所、郵便局10か所があり、その中で最大あるいは中央機能のものはハイアニス地域中心街にある。ハイアニスにはケープコッド病院もあり、ケープコッド地域医療の中心となっている。またバーンスタブル郡庁所在地として郡庁舎や旧矯正施設の少年刑務所、更にケープ・アンド・アイランド地区検事事務所もある。
バーンスタブルはマサチューセッツ州議会下院のバーンスタブル第2、第3、第5選挙区に属している。上院ではプリマスとバーンスタブル選挙区、およびケープ・アンド・アイランド選挙区に属している。プリマスとバーンスタブル選挙区にはボーン、ファルマス、キングストン、ペンブローク、プリンプトンとサンドウィッチが含まれ、ケープ・アンド・アイランド選挙区にはケープコッドの残りとマーサズ・ヴィニヤード、ナンタケットが含まれる。マサチューセッツ州警察D部隊第2小隊（ヤーマス）が地域をパトロールしている。
アメリカ合衆国議会下院ではマサチューセッツ州第10選挙区に属している
| 民主党 | 8,242  | 25.45% |
| 共和党 | 5,836  | 18.02% |
| 無党派 | 18,073 | 55.80% |
| 少数党 | 235    | 0.73%  |
| 合計   | 32,386 | 100%   |

## 教育

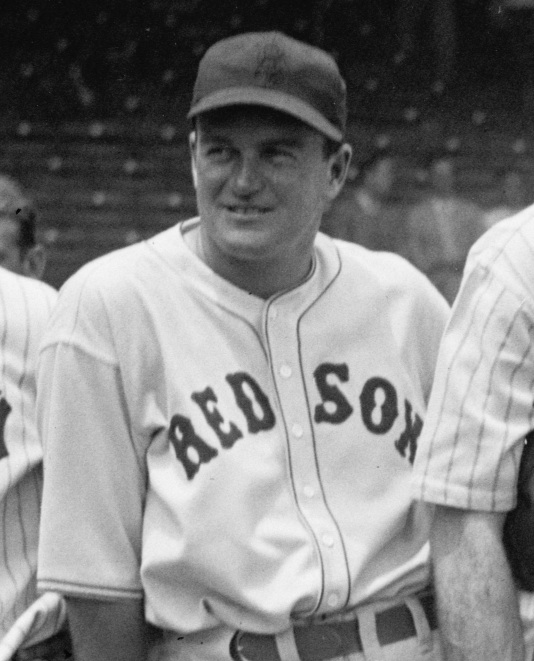
ジョー・クローニン

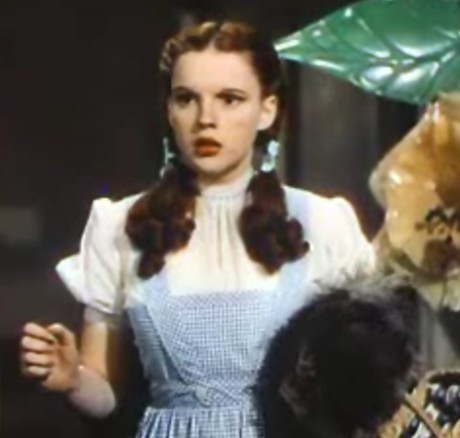
ジュディ・ガーランド

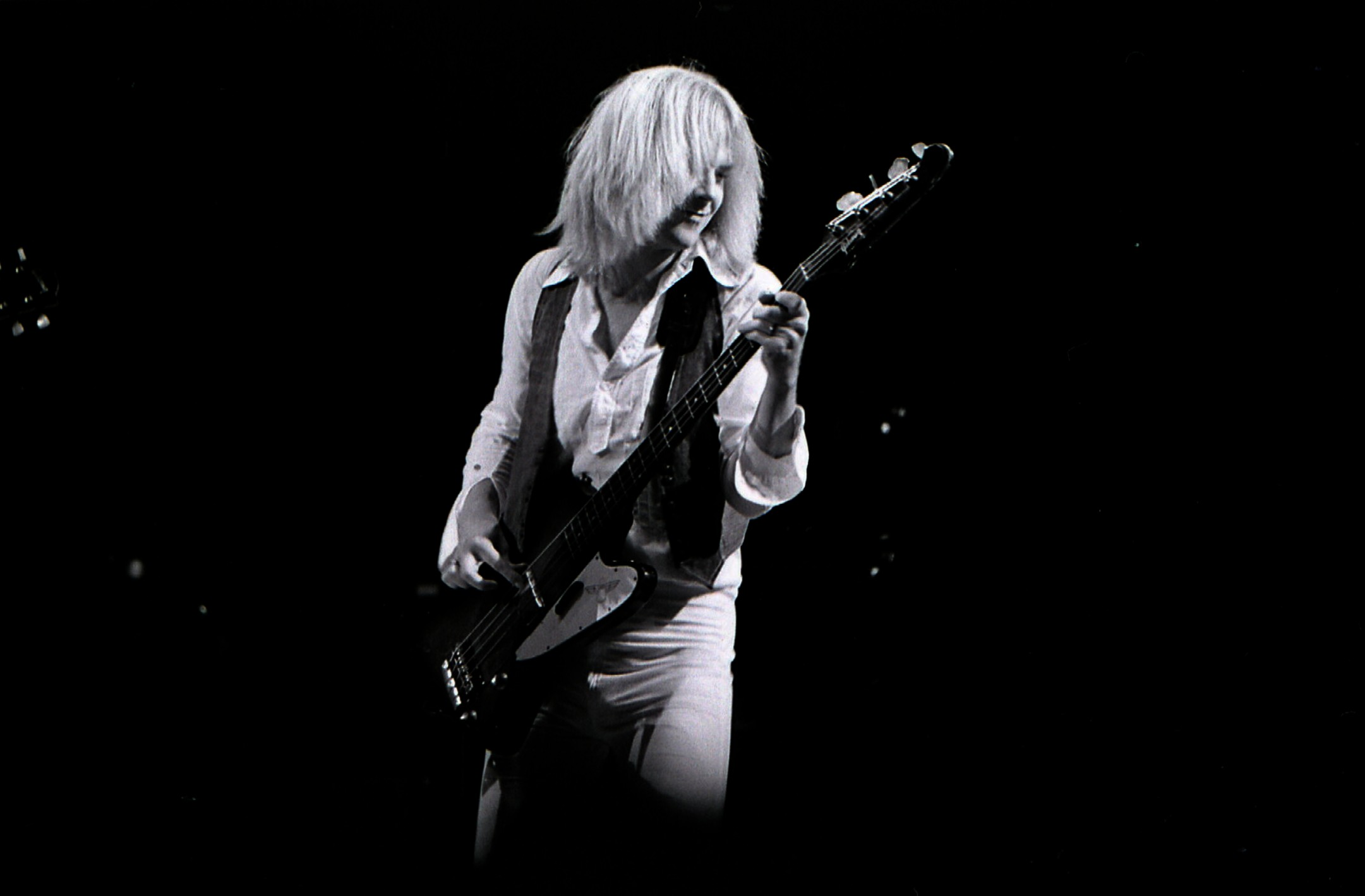
トム・ハミルトン

左からジョン・F・ケネディ、ロバート・ケネディ、エドワード・ケネディ

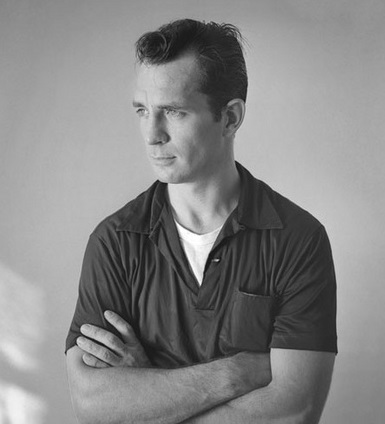
ジャック・ケルアック

バーンスタブルの就学児童生徒数は5,000人を超え、ケープコッドの中にあるどの市や町よりも多い。2010年、予算の問題により、公共教育の体系に大きな変更を加えつつある。新しい体系では、幼稚園前の児童のための初期学習センター1つ、幼稚園から3年生を教える小学校5校がある。バーンスタブル・ホレス・マン・チャータースクールには、町の4年生と5年生全員が通っている。バーンスタブル中学校は6年生と7年生を教えており、州道28号線沿いのバーンスタブル高校の背後にある。バーンスタブル高校は8年生から12年生を教えている。
その他に私立学校も幾つかある。キリスト教系学校が5校あり、その内3校はカトリック系ではない。カトリック系はセントフランシス・ザビエル予備学校と、2007年に開校したポープ・ジョン・ポール2世高校の2校である。この他、初期学習アカデミー、ベリタス・アカデミー、ケープコッド・アカデミーもある。さらに特殊教育学校2校と、高校就学年齢の生徒を教えるスタージス・チャータースクールもある。高校生はハーウィッチにある授業料無料のケープコッド地域工業高校を選択できる。
市内にはケープコッド・コミュニティカレッジがあり、ボストンのサフォーク大学傘下の2年制短大である。

## 交通
アメリカ国道6号線とマサチューセッツ州道28号線が市内を東西に走っている。アメリカ国道6号線は4車線である。その他州道6号線A、同132号線、同149号線、および同130号線の0.1マイル (160 m) 部分も市内を通っている。州道6号線Aは国道6号線の北を東西に抜け、サガモア橋からオーリンズ・ロータリーを繋いでいる。州道132号線と同149号線はどちらも町の中だけで完結し、州道6号線Aに始まり同28号線で終わっている。
貨物鉄道輸送はマサチューセッツ海岸鉄道が担当している。ケープコッド中央鉄道が季節による観光列車をハイアニスからサンドウィッチおよびサガモアまで走らせており、州道6号線Aに近い同149号線沿いにあるウェストバーンスタブル駅には週末に停車している。最も近い都市間旅客鉄道（アムトラック）の駅は、ボストンの南駅とプロビデンス駅である。マサチューセッツ湾交通局の通勤線では、キングストン・ルート3駅とミドルボロ・テイクビル駅からボストンに行くことができる。
市内には2つの空港がある。ケープコッド飛行場は小さな飛行場であり、主に個人が利用している。ポランド・フィールドのバーンスタブル市民空港は地域便が利用し、主にケープと島々の間で使われている。最も近い商業便が運航されている空港は、ボストンのローガン国際空港である。ハイアニスからはナンタケット島やマーサズ・ヴィニヤード島に向けてフェリーが発着している。

## 著名な出身者
- ジョー・クローニン、メジャーリーグベースボール選手、アメリカ野球殿堂入り
- ジュディ・ガーランド、女優、歌手
- トム・ハミルトン、ロックバンドエアロスミスのベース奏者
- ジョン・ハブリチェック、NBAバスケットボール選手、ボストン・セルティックス
- エドワード・ケネディ、マサチューセッツ州選出アメリカ合衆国上院議員（在任1962年-2009年）
- ジョン・F・ケネディ、第35代アメリカ合衆国大統領
- ジョセフ・P・ケネディ、第44代在イギリスアメリカ合衆国大使（在任1938年-1940年）
- ロバート・ケネディ、アメリカ合衆国司法長官（在任1961年-1964年）、ニューヨーク州選出アメリカ合衆国上院議員（在任1965年-1968年）
- ジャック・ケルアック、小説家、詩人、画家
- ニール・マクドノー、映画とテレビの俳優
- ジェイムズ・オーティス、弁護士、アメリカ独立戦争時の愛国者
- ラリー・ペイジ、Googleの共同設立者
- ロバート・リチャードソン、撮影監督、アカデミー賞受賞
- カート・ヴォネガット、著作家、政治的象徴、エンタテナー